# 南海キハ5501形・キハ5551形気動車
南海キハ5501形・キハ5551形気動車（なんかいキハ5501がた・キハ5551がたきどうしゃ）は、1959年に南海電気鉄道が導入した優等列車用気動車である。南海本線と日本国有鉄道（国鉄）紀勢本線を直通する準急列車用として、国鉄キハ55系の同型車として設計された。

## 登場の経緯
南海電気鉄道の前身である南海鉄道では、第二次世界大戦前の1934年より南海本線・紀勢西線直通運転が行われており、南海線内の難波 - 和歌山市間は国鉄客車をモハ2001形（旧モハ301形）が牽引していた。戦時中に中断していた直通運転は戦後の1952年に再開され、南海では国鉄のスハ43系に準じた自社発注客車サハ4801形が投入された。一方の国鉄では1950年代後半より気動車による準急列車網が拡大し、阪和線・紀勢西線系統でも1958年12月1日より天王寺 - 白浜口（1965年に白浜へ改称）間でキハ55系による気動車準急「きのくに」の運転が開始された。
1959年7月の紀勢本線全通に合わせ、天王寺 - 白浜口間で座席指定準急「第2きのくに」が増発された。これに合わせて南海では同列車と併結する国鉄直通用気動車を投入することになり、国鉄キハ55形をベースとして1959年に新製されたのがキハ5501形・キハ5551形である。
キハ5501形が片運転台の、キハ5551形が両運転台であり、1959年から1962年にかけてキハ5501形5両、キハ5551形4両の計9両が製造された。難波駅を発着する「きのくに」など優等列車に投入され、国鉄線内では国鉄車と併結して白浜あるいは新宮まで乗り入れていた。1973年に事故廃車となった1両は関東鉄道へ譲渡され、残る8両も紀勢本線急行が廃止される1985年まで運用された。
自社線が電化路線ながら非電化の国鉄線直通・国鉄車併結のために国鉄車と同型の気動車を導入した例としては、国鉄キハ58系同型車で1961年に富士急行が準急「かわぐち」用として新製投入したキハ58形の事例も該当する。

## 構造

### 車体
車体は国鉄キハ55系の100番台に準じ、側窓は1段上昇窓である。南海の車両限界は地方鉄道車両定規（最大幅2,744 mm）によるため、特別設計認可を受けたことで側窓に保護棒が設けられ、雨樋も小さくなり、乗務員扉と客用扉の手すりも小型化された。客用扉横の側窓下部には「南海」と書かれた照明表示が設置された。片運転台のキハ5501形はキハ5501ほか奇数車が難波方、キハ5502ほか偶数車が和歌山市方を向くよう編成された。
キハ5551形は国鉄車にはない両運転台車であり、キハ5501形の連結面側に運転台を設置した構造である。定員を片運転台のキハ5501形と合わせるため、出入口付近の座席配置が工夫された。キハ5551形ではデッキの補助席およびトイレは設置されなかった。
塗装は当初は国鉄に準じた準急色であったが、1963年以降は国鉄キハ58系に準じた急行色へ順次変更された。

### 主要機器
機器類は国鉄キハ55形100番台と共通しており、機関は出力180 PS、回転数1,500 rpmの新潟鐵工所製DMH17C、液体変速機は新潟コンバータ製DF115、台車は帝國車輛工業製DT22Aである。

## 運用

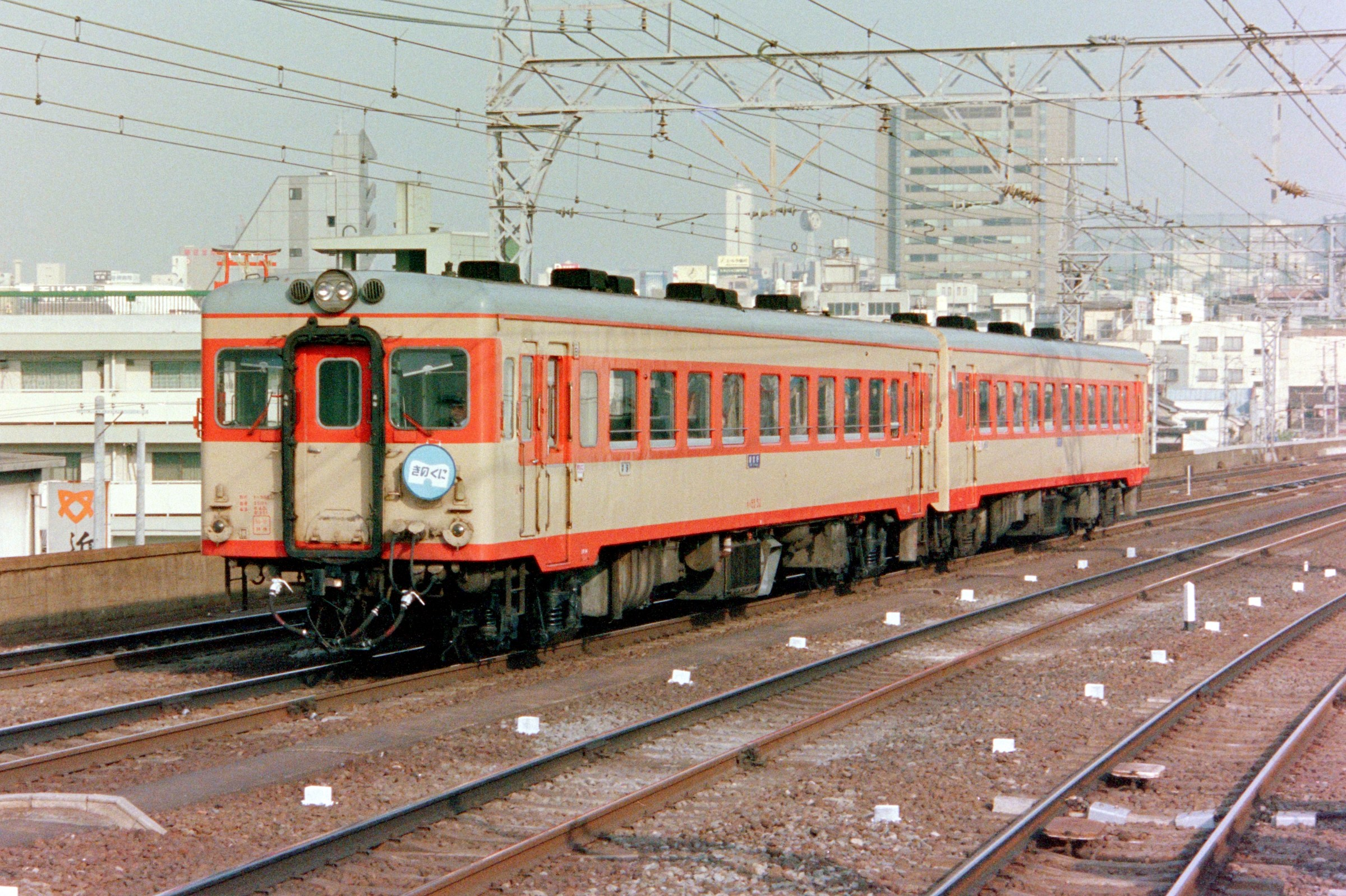
新今宮駅付近、1985年撮影

1959年7月15日からの国鉄紀勢本線乗り入れ開始に備えて、同年7月7日付でキハ5501・5502が竣工した。この2両は新潟鐵工所が国鉄向けに製造していたものを帝國車輛工業が購入し、南海向けに仕立て上げたものとされている。
当初は難波 - 和歌山市 - 白浜口間準急「きのくに」に投入され、国鉄線内では東和歌山（後の和歌山）以南で阪和線天王寺発着の国鉄車と併結した。南海線内では特急列車の扱いであった。当初は10月より運転される計画であったため、南海線内の気動車乗務員の養成が間に合わず、7月15日から8月20日までは南海本線をモハ2001形3両の牽引で営業運転された。単独運転開始後の同年8月28日には両運転台のキハ5551が竣工している。
1961年3月のダイヤ改正による増発と新宮への乗り入れ延長に合わせて、1960年9月29日付でキハ5503・5504・5552が竣工した。この増備車では内装のアルミデコラ化など耐久性向上と不燃化が図られている。1961年2月1日より運転開始した天王寺 - 新宮間準急「臨時南紀」に連結され、3月には定期列車「南紀」となった。
続いて、1962年3月の増発に備えて同年2月14日付でキハ5553・5554、2月23日付でキハ5505が竣工した。この増発時点での運行本数は難波 - 新宮間「南紀」が2往復、難波 - 白浜口間「きのくに」が1往復の計3往復であった。1966年3月5日には国鉄の運行距離100 km以上の準急が急行に格上げされ、難波直通の「南紀」「きのくに」も国鉄線内が急行となった。国鉄線内の併結対象はキハ55系であったが、後にキハ58系へ変更された。
1968年10月のヨンサントオ改正では、南紀方面への急行列車が気動車列車「きのくに」の愛称に集約され、サハ4801を使用した客車臨時急行「臨時しらはま」も気動車化でキハ5551形に置き換えられた。難波発着の南紀直通気動車急行「きのくに」は定期・不定期合わせて4往復となった。サハ4801はその後も1972年3月まで南紀直通列車に使用された。
1965年にはキハ80系による気動車特急「くろしお」の運転が開始され、1970年代以降は急行「紀州」「きのくに」用キハ58系普通車の冷房化改造も施工されたが、南海車では床下機器スペースの都合などで冷房化が施工されなかった。
キハ5505は1973年に発生した踏切事故で破損した際、南海での気動車が余剰気味であったこともあり同年7月31日付で廃車となり、西武所沢車両工場で復旧工事を行った上で関東鉄道へ譲渡された。関東鉄道では4扉ロングシートのキハ755形となり、1989年まで使用された。
1978年8月13日と9月24日には、国鉄側の運用の都合から南海のキハ55系が国鉄阪和線に入線している。
1978年10月の紀勢本線新宮電化の際には気動車特急「くろしお」が振り子式の381系電車に置き換えられたが、急行「きのくに」は気動車列車として残された。難波発着の南紀直通列車の利用者は減少が進み、運行本数も1978年10月に3往復、1980年10月に2往復と相次いで縮小された。南海では四国連絡特急「四国号」用1000系（初代）の老朽化もあり、南海本線の特急整備の名目として南海の気動車による南紀直通も終了することとなった。
1985年3月14日のダイヤ改正で急行「きのくに」が485系電車による特急「くろしお」へ格上げされたのを機に、南海の南紀直通列車の運行は終了した。キハ5501・5551形も同年5月10日付で全車廃車となった。1985年11月には10000系による難波 - 和歌山市間特急「サザン」の運行が開始されている。

## 他社譲渡車

### 関東鉄道
1973年に南海で事故廃車となったキハ5505は関東鉄道に譲渡され、常総線で運用された。西武所沢車両工場で改造工事の上、キハ755形として1975年1月23日付で竣工した。
車体は前後の片開き扉を生かした上で、車体中央部に幅1,300 mmの両開き扉を2箇所設置して4扉車となり、従来の扉にあったステップも撤去された。車内はロングシートとなり、トイレは撤去された。機関や台車、ブレーキなどは南海時代と同様であるが、液体変速機は新潟コンバータ製DF115から神鋼造機製TC2に交換された。南海時代と同じく片運転台車であり、運転台は取手方を向いていた。
日本国内唯一の4扉気動車であったが、元国鉄キハ35系のキハ300・350形導入により1989年2月28日付で廃車となった。